# Live aus Berlin
Live aus Berlin je třetí album hudební skupiny Rammstein (po dvou studiových Herzeleid a Sehnsucht) a první z jejich živých alb. Vyšlo 31. srpna 1999. Záznam koncertu byl vydán i na VHS resp. DVD. Album bylo oceněno účastí více než 40 000 posluchačů při dvou večerech (22. a 23. srpna 1998) v Berlínském Wuhlheide. Píseň Bück Dich musela být cenzurována a na normální verzi DVD nebo VHS chybí.

## Seznam skladeb
1. Spielt mit mir (5:22)
2. Herzeleid (3:58)
3. Bestrafe mich (3:49)
4. Weißes Fleisch (4:35)
5. Sehnsucht (4:25)
6. Asche zu Asche (3:24)
7. Wilder Wein (5:17)
8. Klavier (4:50)
9. Heirate mich (6:26)
10. Du Riechst so gut (5:24)
11. Du hast (4:27)
12. Bück dich (5:57)
13. Engel (5:57)
14. Rammstein (5:29)
15. Tier (3:56)
16. Laichzeit (5:14)
17. Wollt ihr das Bett in Flammen sehen? (5:52)
18. Seemann (6:54)

## Účast na albu
- Zpěv: Till Lindemann
- Rytmická kytara: Paul Landers
- Hlavní kytara: Richard Z. Kruspe
- E-Bass: Oliver Riedel
- Mixáž, bicí: Christoph Schneider
- Klávesy: Flake Lorenz